# 에밀리 트레맨
에밀리 트러메인(Emily Tremaine, 영어 발음: /trəˈmeɪn/, 1989년 6월 5일 ~ )은 미국의 배우이다.
로체스터에서 태어났다.

## 출연 작품
- 더 웨이 유 룩 투나잇 (2018년)
- 칼라 (2016년)
- 디스 이즈 해프닝 (2015년)
- 밀그램 프로젝트 (2015년)
- 셀프/리스 (2015년) - 말로리 역
- 쉐도우즈 앤 라이즈 (2010년)
- 모노거미 (2010년)
- 멀티플 새커즘 (2010년)

### 텔레비전
- 길트 (2016년)
- 바이닐